# Curanilahue
Curanilahue é uma comuna da província de Arauco, localizada na Região de Biobío, Chile. Possui uma área de 994,3 km² e uma população de 31.943 habitantes (2002).